# Догадин, Александр Константинович
Алекса́ндр Константи́нович Дога́дин (род. 8 августа 1950) — российский дипломат. Чрезвычайный и полномочный посол (2018).

## Биография
Окончил Московский государственный институт международных отношений (МГИМО) МИД СССР (1972). На дипломатической работе с 1972 года. Владеет испанским и английским языками.
- В 1994—1998 годах — советник-посланник Посольства России в Перу.
- В 1998—2000 годах — начальник отдела Департамента кадров МИД России.
- В 2000—2001 годах — главный советник Латиноамериканского департамента МИД России.
- В 2001—2005 годах — советник-посланник Посольства России в Мексике.
- С декабря 2005 по июль 2009 года — директор Латиноамериканского департамента МИД России.
- С 7 июля 2009 по 6 декабря 2010 года — чрезвычайный и полномочный посол России в Аргентине[1][2].
- В 2011—2013 годах — заместитель директора Департамента по связям с субъектами Федерации, парламентом и общественными объединениями МИД России.
- С 6 февраля 2013 по 18 марта 2019 года — чрезвычайный и полномочный посол России в Коста-Рике[3][4].

## Дипломатический ранг
- Чрезвычайный и полномочный посланник 2 класса (18 июля 1995)[5].
- Чрезвычайный и полномочный посланник 1 класса (6 июня 2005)[6].
- Чрезвычайный и полномочный посол (13 июня 2018)[7].